# Fire (Kittie)
Fire è il settimo album in studio del gruppo musicale canadese Kittie, pubblicato il 21 giugno 2024 dalla Sumerian Records.

## Tracce
1. Fire – 3:28
2. I Still Wear This Crown – 3:42
3. Falter – 3:57
4. Vultures – 3:18
5. We Are Shadows – 3:35
6. Wound – 2:57
7. One Foot in the Grave – 3:42
8. Are You Entertained? – 3:15
9. Grime – 3:37
10. Eyes Wide Open – 3:53

## Formazione
- Morgan Lander - voce, chitarra
- Tara McLeod - chitarra
- Ivy Vujic - basso
- Mercedes Lander - batteria, cori